# Reuben Morgan

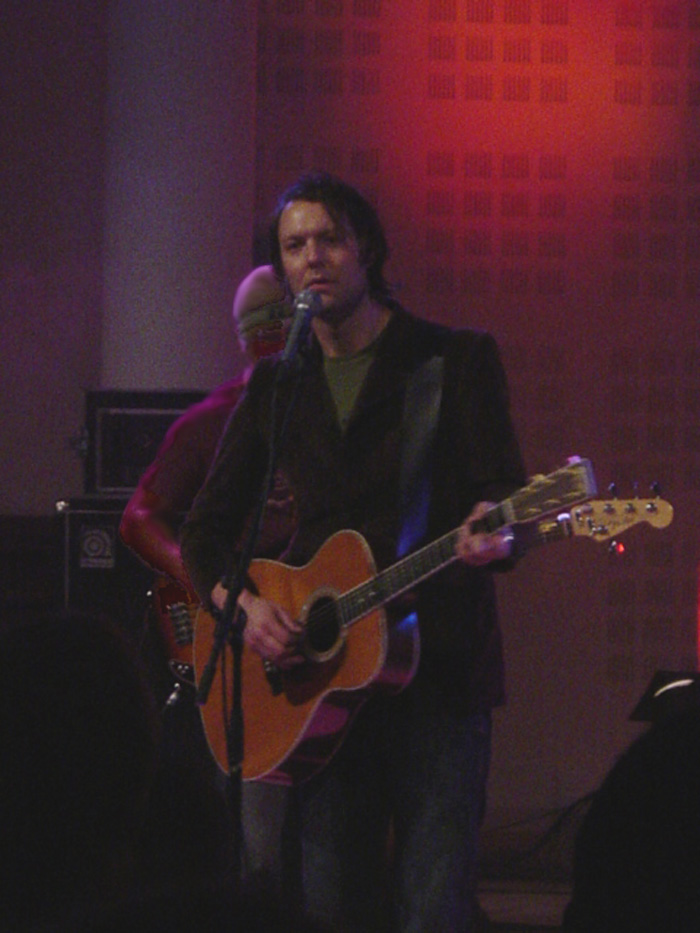
Reuben Morgan

Reuben Timothy Morgan (9 augustus 1975) is een zanger, aanbiddingsleider, aanbiddingsvoorganger en songwriter in Hillsong Church en oprichter en voormalig bandleider/bandlid van Hillsong United. Hij is beroemd om het schrijven van liederen als "Eagles Wings", "I Give You My Heart", "My Redeemer Lives" en "Touching Heaven, Changing Earth". In 2005 kwam zijn eerste soloalbum uit, genaamd World Through Your Eyes, en kwam op nr 3 terecht in de Australian Christian Charts.
In 2005 tekende Morgan bij Rocketown Records, het label van Michael W. Smith. Het bedrijf bracht zijn debuutalbum uit in de Verenigde Staten, maar vier van de originele tracks waren verwijderd ten gunste van de coverversies van Hillsongliederen die geschreven zijn door Morgan. Vervolgens zijn de overgebleven tracks geremixt en kregen die liederen een zwaardere feel vergeleken met de zachtere originelen.
Zijn laatste album Everyone, wat voornamelijk covers bevat van voorheen uitgebrachte liederen van Hillsong die door Morgan geschreven zijn, was uitgebracht in Australië op 2 oktober 2006.
In 2009 ontving hij samen met Ben Fielding een Dove Award voor de beste "worship song" Mighty to save.
In de zomer van 2012 verhuisde Morgan van Sydney, (Australië) naar Londen, Verenigd Koninkrijk om het muziekteam van de Hillsong kerk aldaar te gaan leiden.
Sinds 2018 is hij actief als leadpastor van Hillsong Liverpool.

## Liederen
Liederen die geschreven of mede-geschreven zijn door Reuben Morgan zijn:
- God Is in the House (1996)
  - "I Give You My Heart"
- All Things Are Possible (1997)
  - "In Your Hands"
  - "Your Love"
- Touching Heaven Changing Earth (1998)
  - "Touching Heaven, Changing Earth"
  - "Lord Your Goodness"
  - "You Are Holy"
  - "You Gave Me Love"
- By Your Side (Hillsong album) (1999)
  - "My Redeemer Lives"
  - "You Unfailing Love"
  - "What the Lord Has Done in Me"
  - "You Said"
  - "Eagles Wings"
  - "Mourning into Dancing" (commonly known as "This Is How We Overcome")
- Everyday (Hillsong album) (1999)
  - "On the Lord's Day"
  - "More"
  - "Heaven"
- For This Cause (2000)
  - "One Day"
  - "Faith"
  - "You Are Near"
  - "Lifted Me High Again"
- Best Friend (Hillsong album) (2000)
  - "Jesus Generation"
- You Are My World (2001)
  - "Everything That Has Breath"
  - "Your Love Is Beautiful" met Raymond Badham, Steve McPherson, Nigel Hendroff
  - "God So Loved"
- King of Majesty (2001)
  - "Most High"
  - "I Adore"
- Blessed (Hillsong album) (2002)
  - "Blessed" met Darlene Zschech
  - "Through It All"
  - "I Adore"
  - "With You"
  - "Most High"
  - "All the Heavens"
- To the Ends of the Earth (album) (2002)
  - "Need You Here"
  - "Glory"
- Hope (Hillsong album) (2003)
  - "Need You Here"
  - "Still"
  - "Glory"
  - "Highest"
- More Than Life (2003)
  - "Sing (Your Love)"
  - "More Than Life"
- For All You've Done (2004)
  - "For All You've Done"
  - "With All I Am"
  - "Sing (Your Love)"
  - "More Than Life"
  - "To You Alone"
- World Through Your Eyes (2004)
  - "Christ Divine" met Mia Fieldes
- God He Reigns (2005)
  - "Let Creation Sing"
  - "Emmanuel"
  - "Let Us Adore"
- Mighty to Save (2006)
  - "You Alone Are God" met Ben Fielding
  - "At The Cross" met Darlene Zschech
  - "Mighty to Save" met Ben Fielding (winner of 2009 Dove Award for 'Best Worship Song')
- Everyone (album) (2006)
  - "All for You" met Fielding
- Saviour King (2007)
  - "You Are My Strength"
  - "You Saw Me" met Fielding & Fieldes
- The I Heart Revolution: With Hearts As One (2008)
  - "Mighty To Save" met Fielding
  - "More Than Life"
- This Is Our God (2008)
  - "This Is Our God"
  - "Stronger" met Fielding
  - "Across The Earth" met Matt Crocker & Mike Guglielmucci
  - "Where We Belong" met Joel Davies
- a_CROSS//the_EARTH] :: Tear Down the Walls (2008)
  - "Freedom Is Here" met Scott Ligertwood
  - "You Hold Me Now" met Matt Crocker
- Faith + Hope + Love (2009)
  - "The First and The Last" met Joel Houston
  - "For Your Name" met Jad Gillies and Houston
  - "Yahweh"
  - "We Will See Him" met Robert Fergusson
  - "You Hold Me Now" met Matt Crocker
- A beautiful exchange (2010)
  - "Open my eyes"
  - "Forever reign (met Jason Ingram)
  - "Believe"
  - "Thank You"